# Herophydrus discrepatus
Herophydrus discrepatus är en skalbaggsart som beskrevs av Guignot 1954. Herophydrus discrepatus ingår i släktet Herophydrus och familjen dykare. Inga underarter finns listade i Catalogue of Life.